# Miro Kačić (vaterpolist)
 Ovo je glavno značenje pojma Miro Kačić (vaterpolist). Za druga značenja pogledajte Miro Kačić, hrvatski jezikoslovac.
Miro Kačić (1981.), hrvatski vaterpolist. Igra na mjestu vratara.
Sudjelovao na ovim velikim natjecanjima: Sredozemne igre 2001. Igrao za vaterpolski klub Mornar.